# Toragrella
Toragrella is een geslacht van hooiwagens uit de familie Sclerosomatidae.
De wetenschappelijke naam Toragrella is voor het eerst geldig gepubliceerd door Roewer in 1955. 

## Soorten
Toragrella omvat de volgende 2 soorten:
- Toragrella longipes
- Toragrella normalis